# المسافیراه
ال مسافیراه یک منطقهٔ مسکونی در امارات متحده عربی است که در رأس‌الخیمه واقع شده‌است.

## خصوصیات
ال مسافیراه ۱۰ متر بالاتر از سطح دریا واقع شده‌است.